# Golfe de Chiriquí
Le golfe de Chiriquí est un golfe situé à la pointe sud-ouest du Panama qui comprend le parc national de Coiba et le parc national du golfe de Chiriquí et du parc national marin des îles Secas
Le golfe abrite aussi une dizaine d'îles, dont :
- Île Coiba
- Îles Secas,
- Îles Ladrones,
- Île Montuosa,
- Île Burica,
- Jicarón

À certaines saisons, il est possible de voir des colonies de manchot des Galápagos sur Montuosa. Le golfe de Chiriqui est aussi un refuge et une zone de protection de la tortue marine.
|           |
| Île Coiba |

|                       |
| Manchot des Galapagos |